# Агьоне
Агьоне (фр. Aghione, корс. Aghjone) — коммуна во Франции, находится в регионе Корсика. Департамент коммуны — Верхняя Корсика. Входит в состав кантона Веццани. Округ коммуны — Бастия.
Код INSEE коммуны — 2B002.

## Население
Население коммуны на 2008 год составляло 233 человека.
| 1962 | 1968 | 1975 | 1982 | 1990 | 1999 | 2008 |
| ---- | ---- | ---- | ---- | ---- | ---- | ---- |
| 87   | 93   | 279  | 317  | 282  | 245  | 233  |

## Экономика
В 2007 году среди 158 человек в трудоспособном возрасте (15—64 лет) 99 были экономически активными, 59 — неактивными (показатель активности — 62,7 %, в 1999 году было 52,5 %). Из 99 активных работали 85 человек (63 мужчины и 22 женщины), безработных было 14 (6 мужчин и 8 женщин). Среди 59 неактивных 14 человек были учениками или студентами, 5 — пенсионерами, 40 были неактивными по другим причинам.